# Antička Teba (Grčka)
Teba (Θῆβαι) je bila beotski grad-država (polis), smješten na južnom dijelu Beotske nizine, sjeverno od Kiteronskih planina, koje dijele Beotiju od Atike. Bila je važno mjesto odvijanja nekih od grčkih mitova kao što su mitovi o Kadmu, Edipu i Dionizu.
Prema legendi, Kadmej je da bi se umilio Aresu, kojem se zamjerio jer mu je ubio vodenog zmaja, njegova potomka, oženio je Aresovu kći Harmoniju, zahvaljujući kojoj sve je dovedeno u sklad i osnovana je Teba. 
Prema Kadmejevoj sestri Elektri, nazvana su gradska vrata, Elektrina vrata.
Bila je najveći grad Beotske oblasti i vođa beotskog saveza te glavni Atenski suparnik, s tim da je čak stala na stranu Perzijanaca tijekom Kserksove invazije 480. pr. Kr. Tebanska vojska je prekinula spartansku moć bitkom kod Leuktre 371. pr. Kr. pod vodstvom Epaminonde. Tebansku svetu gardu (elitna vojna jedinica) pobijedili su Filip II. Makedonski i Aleksandar Veliki u Bitci kod Heroneje 338. pr. Kr.
U mikenskom razdoblju privlačila je pažnju nadirućih Dorana. Jedine potvrde njihovog eventualnog osvajanja Tebe leže u pričama o uspješnim fabuloznim napadima na taj grad. Središnji položaj i vojna sigurnost Tebe ju postavljaju na zapovjedno mjesto u Beotskoj konfederaciji, te su još od prvih dana njezini stanovnici nastojali uspostaviti potpunu nadmoć nad svojim rođacima u okolnim gradovima.

## Klasično razdoblje
Pred kraj 6. stoljeća pr. Kr. Tebanci su po prvi put došli u neprijateljske odnose s Atenjanima koji su pomogli malom selu Plateji da zadrži svoju nezavisnost u trenutku kada su ga Tebanci htjeli podčiniti, i 506. pr. Kr. odbili upad na Atiku. Ta Tebanska nesklonost Ateni je najbolje objašnjenje za nerodoljubni stav koji je Teba iskazala tijekom Grčko-perzijskih ratova. Iako je do Termopila poslan kontingent od 400 vojnika koji je tamo bio pod Leonidinim vodstvom sve do kraja, kada su se predali Perzijancima. Vladajuća aristokracija se uskoro nakon toga spremno pridružila perzijskom kralju Kserksu I. i revno borila u njegovo ime u bitci kod Plateje 479. pr. Kr. Pobjednici Grci su nakon toga kaznili Tebu tako da su ju lišili predsjedništva u Beotskom savezu. Skoro je bila izbačena iz Delfske amfiktionije na čemu su inzistirali Spartanci, no spriječili Atenjani.
457. pr. Kr. Sparta je, tražeći protutežu Ateni u središnjoj Grčkoj, promijenila svoju politiku i ponovno postavila Tebu na čelo Beotije. Velika kadmejska citadela je dobro služila svoju svrhu kao sjedište otpora kada su je Atenjani zauzeli i okupirali ostatak zemlje (457. – 447. pr. Kr.). U Peloponeskom ratu Tebanci su, ogorčeni potporom koju je Atena dala manjem Beotskom gradu, posebno Plateji koju su oni uzaludno pokušali pokoriti 431. pr. Kr., postali saveznici Sparte, koja im je za uzvrat pomogla zauzeti Plateju i dopustila uništiti grad 427. pr. Kr. Godine 424. pr. Kr. na čelu Beotskog saveza su porazili nadiruću atensku silu u bitci kod Delija, te su po prvi put iskazali učinak čvrste vojne organizacije koja ih je na kraju podigla do najjače sile u Grčkoj. 
Nakon propasti Atene na kraju Peloponeskog rata Tebanci su prekinuli savez saznavši da je Sparta namjeravala zaštititi države koje je Teba željela pripojiti. 404. pr. Kr. požurivali su dovršetak razaranja Atene, međutim već sljedeće godine su tajno podržavali obnovu njene demokracije, kako bi u njoj pronašli protutežu Sparti. Nekoliko godina kasnije, vjerojatno pod utjecajem perzijskog zlata, osnovali su jezgru saveza protiv Sparte. U bitci kod Halijarta (395. pr. Kr.) i u bitci kod Koroneje (394. pr. Kr.) su ponovno pokazali svoje vojne sposobnosti u borbi protiv Spartanaca. No, posljedica rata je bila posebno kobna za Tebu, jer je glavna nagodba iz 387. pr. Kr. predviđala kompletnu autonomiju svih grčkih gradova te tako odvukla ostale Beoćane iz njene političke kontrole. Njena je moć bila prekinuta kada je 382. pr. Kr. spartanska vojska zauzela citadelu izdajničkim napadom. Tri godine kasnije spartanska je posada bila izbačena i umjesto tradicionalne oligarhije je uvedena demokracija. U sljedećim ratovima sa Spartom tebanska se vojska, koju su obučili i vodilie Epaminonda i Pelopidas, dokazala najboljom u Grčkoj (vidi također: tebanska sveta garda). Godine isprekidane borbe, u kojima je Teba ustanovila svoju kontrolu nad Beotijom, su kulminirale 371. pr. Kr. izvanrednom pobjedom nad Spartancima kod Leuktre. Pobjednici su slavljeni po cijeloj Grčkoj kao zaštitnici potlačenih. Na čelu velikog saveza su naoružani stigli na Peloponez i trajno osakatili spartansku moć, dijelom time što su oslobodili veliki broj robova helota, podloge spartanske ekonomije. Slične su ekspedicije bile poslane i u Tesaliju i Makedoniju kako bi regulirale stanje u tim područjima.

## Pad
Ipak, nadmoć Tebe je bila kratkog vijeka, jer su se države koje je štitila odbile trajno podvrgnuti njenoj kontroli. Zbog njenog obnovljenog suparništva s Atenom, koja se 395. pr. Kr. priklonila Tebi u strahu od Sparte i koja je od 387. pr. Kr. nastojala održati ravnotežu snaga sa svojom saveznicom, spriječeno je stvaranje Tebanskog carstva.
Smrću Epaminonde u bitci kod Mantineje (362. pr. Kr.) grad je ponovno izgubio vodeću poziciju. U ratu sa susjednom državom Fokidom (356. – 346. pr. Kr.) Teba nije uspjela niti održati svoju prevlast u središnjoj Grčkoj, pa je pozvala Filipa II. Makedonskog da joj pomogne slomiti Fokiđane. Taj poziv je osnažio snagu toga kralja, te ga ohrabrio na osvajanje Grčke. Tebanski odnos prema Filipu se potpuno mijenja 338. pr. Kr. kada je govornik Demosten nagovorio Tebu da se pridruži Ateni u posljednjem pokušaju da spriječi Filipovo nadiranje prema Atici. Tebanski je kontingent izgubio odlučujuću bitku kod Heroneje, a s njom i svu nadu o ponovnom preuzimanju kontrole nad Grčkom. Filip je bio zadovoljen time što je oduzeo Tebi kontrolu nad Beocijom, no neuspješnu pobunu 335. pr. Kr. protiv njegovog sina Aleksandra kaznili su Makedonci i ostale grčke države razaranjem cijelog grada. U skladu s tradicijom jedino su poštedili kuću pjesnika Pindara i hramove.

## Poznati stanovnici
- Aristid (4. stoljeće pr. Kr.), slikar
- Krates (oko 365. pr. Kr. - oko 285.  pr. Kr.), filozof
- Epaminonda (oko 410. pr. Kr. - 362. pr. Kr.), vojskovođa i državnik
- Pelopida, državnik i vojskovođa
- Simmia (5. – 4. stoljeće pr. Kr.), Sokratov učenik